# Arkada
Arkada je zaporedje stebrov, ki jih povezujejo loki. Izraz izvira iz poznega 17. stoletja iz francoščine (provansalščine) arcada ali italijanščine arcata, ki temeljita na latinskem arcus (lok). V starokrščanskih bazilikah in srednjeveških cerkvah so delile glavno ladjo od stranskih. Srednjeveški graditelji, še bolj pa v renesansi, so uporabljali arkade v konstrukciji odprtih preddverij v pritličju profanih objektov. Starorimsko gradbeništvo je poznalo tudi tako imenovane slepe arkade, ki so služile kot okras zidnih površin (arkatur). Pogoste so v arhitekturi romanike; pod stropnim vencem jih imenujejo tudi metuljaste ali viseče arkade.
Beseda se uporablja tudi kot sopomenka za arkadni hodnik, ki je obokano sprehajališče sloneče na eni ali obeh straneh na nizu stebrov – arkadi. Kot arhitektonski slog je bil notranji arkadni hodnik pogost sestavni gradbeni element pomembnejših stavb, graščin, samostanov, kjer je navadno obkrožal notranji vrt ali dvorišče. V toplejših in vlažnih podnebjih se še danes uporabljajo zunanji arkadni hodniki kot zavetje za pešce, zato so večkrat opremljeni s trgovinami. Take arkade so se s časom razvile v moderne nakupovalne galerije.

## Zgodovina
Arkade so znane že iz zgodnjih dni arhitekture v Mezopotamiji in Egiptu. V starih zahodnih stebriščih so bile prvič uporabljene v grški arhitekturi, vendar z ravnimi nosilci (glej arhitrav). 
Rimska arhitektura je arkade uporabljala tako v prestižnih zgradbah, kot so mestna vrata, kot tudi na gradbenih inženirskih objektih, kot so akvadukti.
V zgodnjekrščanskih cerkvah so bile romanske arkade tudi v notranjosti vedno bolj uporabljane v osrednji ladji in pri baziliki med glavno in stransko ladjo. Na ta način je bila notranjost razdeljena in je ostala akustično in optično povezana.
V gotski arhitekturi se arkade nahajajo v notranjosti, v najnižjem delu stene ladje, ki podpira triforij in svetlobno nadstropje v katedrali, ali na zunanjosti, kjer so običajno del poti, ki obkroža dvorišče in samostane. 
Moderne evropske in severnoameriške nakupovalne arkade ali galerije spominjajo na bazarje in suke Azije in severne Afrike. 
Eden od prvih primerov evropske nakupovalne arkade je pokrita tržnica v Oxfordu v Angliji, ki je bila uradno odprta 1. novembra 1774. Danes je še vedno v uporabi. Pokrita tržnica je nastala kot odgovor na željo, da se "neurejene, umazane in neokusne stojnice" na glavnih ulicah Oxforda, umaknejo. Arhitekt John Gwynn je pripravil načrte in oblikoval ulično fronto s štirimi vhodi. Leta 1772 se je na novo oblikovala Komisija za tržnico (polovica članov je prišla iz mesta in polovica od univerze) in sprejeli so načrt vreden 916 £ in deset šilingov, za gradnjo dvajset mesnic. Še dvajset jih je kmalu sledilo in po letu 1773 se je meso smelo prodajati samo znotraj tržnice. Iz tega jedra je trg rasel s stojnicami za zelenjavo, mlečne izdelke in ribe. 
Gostiny Dvor v Sankt Peterburgu, Rusija, je še drug primer zgodnje nakupovalne arkade. Nastala je na stičišču ulic Nevsky Prospekt in Sadovaya, dolga več kot en kilometer in je zajemala površino 53.000 m2 pokritih površin z več kot 100 trgovinami. Gradili so jo osemindvajset let. Model za stavbo je izdelal leta 1757 Bartolomeo Rastrelli, a je bil nato zavržen v prid cenejše in bolj funkcionalne neoklasične oblike, ki jo je izdelal Jean-Baptiste Vallin de la Mothe (1729-1800). 
V celotnem naslednjem stoletju je bil Gostiny Dvor razširjen na kar deset zaprtih ulic. V 20. stoletju je imel kar 178 trgovin. V času rekonstrukcije po drugi svetovni vojni so bile njegove notranje stene porušene in nastalo je ogromno nakupovalno središče. Ta masivna konstrukcija iz 18. stoletja je bila v zadnjem času posodobljena in danes je to eno izmed najbolj modnih nakupovalnih centrov v vzhodni Evropi. 
Francoske nakupovalne arkade so bile zgrajene v času druge Bourbonske obnove (1814 do 1830). Na zgornji etaži arkad so bili pogosto apartmaji in včasih bordeli. Prve arkade so bile Passage du Caire, ustanovljene leta 1798 kot poklon francoskemu posegu v Egiptu in Siriji. Javnost jih je cenila zaradi zaščite pred vremenskimi vplivi, hrupom in umazanijo z ulice. Leto dni kasneje je ameriški arhitekt William Thayer ustvaril Passage des Panoramas z vrsto trgovin, ki so potekale med dvema panoramama slik.

## Kombinacije
- Arkadni lok: razdalja med dvema stebroma arkade, pogovorno napačno ime za arkade
- Arkadna okna: okna, ki se odpirajo v arkado
- Arkadni venec: vrsta oziroma nadstropje arkad, ki poteka okoli notranjega dvorišča
- Arkadno dvorišče: dvorišče obdano z večinoma večnadstropnimi arkadami
- Arkadna stena: stena s slepimi arkadami
- Slepa arkada: okrasna arkada brez zidne odprtine
- Zvočna arkada (tudi zvočno okno): arkade v zvoniku, pogosto z zvočnimi lamelami

- Shematski prikaz zvočne arkade
- Slepa arkada
- Münzhof v Münchnu, arkadno dvorišče

## Znamenite arkade

### Trgovske arkade
- Brisbane Arcade, Brisbane, Avstralija Official website
- Burlington Arcade, London, Anglija Official website
- Cleveland Arcade, Cleveland, Ohio, ZDA The Arcade Arhivirano 2007-06-29 na Wayback Machine.
- The Corridor, Bath, Anglija  Arhivirano 2012-10-25 na Wayback Machine.
- Covered Market, Oxford, Anglija The Oxford Covered Market
- Dayton Arcade, Dayton, Ohio, ZDA
- Eaton Centre, Toronto, Ontario, Kanada
- Galeries Royales Saint-Hubert v Bruslju, Belgija Galeries' official website Arhivirano 2011-07-11 na Wayback Machine.
- Galleria Vittorio Emanuele II, Milano, Italija Great Buildings Online information
- GUM, Moskva, Rusija GUM official website Arhivirano 2016-03-03 na Wayback Machine.
- Çiçek Pasajı, Carigrad, Turčija Çiçek Pasajı official website
- Galleria Subalpina, Torino, Italija
- Galleria Umberto I, Neapelj, Italija
- Lanes and Arcades of Melbourne, Avstralija; Block Arcade; Royal Arcade
- Nakupovalne arkade v Cardiffu, Wales
- Nashville Arcade, Nashville, Tennessee, ZDA
- Old Bank Arcade, Wellington, Nova Zelandija
- Paddock Arcade, Watertown, New York, ZDA
- Passage des Panoramas, Pariz, Francija
- Passage de l'Argue, Lyon, Francija
- TheRoyal Arcade, London
- Rue de Rivoli, Pariz, Francija
- Stanford University, Stanford, Kalifornija
- Silver Arcade Silver Arcade, Leicester, Velika Britanija
- The Strand Arcade, Sydney, N.S.W., Avstralija
- Gostiny Dvor, Sankt Peterburg, Rusija
- Passage St. Peterburg, Rusija
- Victoria Quarter, Leeds, Anglija
- Westminster Arcade, Providence, Rhode Island, ZDA

### Religiozne zgradbe
- Velika mošeja, Córdoba, Španija
- Misijon San Fernando Rey de España, Arhitektura misijona v Kaliforniji, ZDA
- Mošeja Uqba, Kairouan, Tunizija Okba Ibn Nafaa Mosque in Kairouan (Mosque of Uqba) website
- Real Monasterio de Nuestra Senora de Rueda, Aragonija, Španija Adrian Fletcher's Paradoxplace: Rueda Arhivirano 2007-03-11 na Wayback Machine.